# Cimra (film)
Cimra (izviren angleški naslov: Roommate) je grozljivka-triler iz leta 2011 delo režiserja Christiana E. Christiansena. V filmu igrajo Minka Kelly, Leighton Meester, Cam Gigandet, Danneel Harris, Matt Lanter in Aly Michalka. 
Film je bil izdan 4. februarja 2011. 

## Vsebina
Sara Matthews (Minka Kelly) začne prvo leto na kolidžu. Tam spozna Tracy (Aly Michalka), Stephena (Cam Gigandet) - fanta ki ji je všeč in Rebecco (Leighton Meester) - njeno cimro. Dekleti se začnejo družiti in Rebecca izve, da je Sara imela starejšo sestro Emily, ki je umrla ko je bila Sara tara devet let. Izve tudi za Sarinega bivšega fanta Jasona (Matt Lanter), ki kar naprej kliče Saro, da bi obnovila zvezo. Sčasoma Rebeccina obsedenost s Saro narašča in skuša vse ljudi odstraniti od Sare.
Rebecca napade Tracy pod tušem, ji odtrga uhan iz popka in ji zagrozi da jo bo ubila če se ne bo nehala družiti s Saro. Tracy se preseli v drug študentski dom zaradi strahu pred Rebecco. Sarina stara prijateljica Irene (Danneel Harris), ki je lezbijka, povabi Saro da pride živet k njej, potem ko Sara najde mačko. Rebecca nato iz ljubosumja mačko ubije in se Sari zlaže da ji je pobegnila. Nato se Rebecca še namerno poškoduje zato se Sara odloči, da bo preživela zahvalni dan pri Rebeccinih starših. Ko Saro poljubi profesor umetnosti prof. Roberts (Billy Zane), ga Rebecca zapelje in posname zvočni posnetek, ki zveni kot posilstvo. Profesorja zaradi tega posnetka nato odpustijo.
Ko je pri Rebecci, Sara sliši pogovor med Rebecco in njenim očetom (Tomas Arana), ki namiguje na to da je Rebecca imela težave s sklepanjem prijateljstev v preteklosti. Rebeccina mama (Frances Fisher) pa Sari omeni, da bi Rebecca morala jemati zdravila. S Stephenom kasneje najdeta tablete Zyprexa, ki se uporabljajo za zdravljenje shizofernije in bipolarne motnje. Ker je tablet še veliko ugotovita, da Rebecca zdravil ne jemlje. Saro začne skrbeti zato se preseli k Irene. Irene in Rebecca se srečata v klubu, kjer se začneta poljubljati in odideta v Irenino stanovanje. Naslednje jutro Sara ne najde več Irene.
Rebecca si da tetovirati ime Sarine sestre na isto mesto kot jo ima Sara, saj misli, da bosta tako postali sestri. Sara se v šoku zave, da je Rebecca obsedena z njo, zato spakira vse svoje stvari, razen sestrine ogrlice, ki je ne najde (katero je Rebecca ukradla). Jason prispe v študentski dom in želi videti Saro. V temi zaradi istih las, ogrlice in tetovaže zamenja Rebecco za Saro, ona pa ga zabode do smrti.
Kasneje Sara prejme sporočilo od Irene, da jo mora nujno videti. Tako odide v Irenino stanovanje, kjer najde Irene privezano na posteljo in Rebecco s pištolo. Rebecca prizna kaj vse je storila Tracy, mački, profesorju Robertsu in Jasonu, samo da bi pridobila Sarino prijateljstvo. Ko Rebecca želi ubiti Irene, prihiti Stephen in Rebecci to prepreči. Sara nato ustreli Rebecco, vendar jo ona želi zadaviti. Sara jo nazadnje zabode v hrbet in dokončno ubije.
Sara se nato preseli v drug študentski dom in njen fant Stephen ji pomaga odstraniti dodatno posteljo iz sobe, saj Sara ne želi imeti cimre vsaj nekaj časa. 

## Igralci
- Leighton Meester kot Rebecca Evans
- Minka Kelly kot Sara Matthews
- Cam Gigandet kot Stephen
- Danneel Harris kot Irene Crew
- Matt Lanter kot Jason Tanner
- Nina Dobrev kot Maria
- Aly Michalka kot Tracy Long
- Katerina Graham kot Kim Johnson
- Cherilyn Wilson kot Landi Rham
- Billy Zane kot profesor Roberts
- Frances Fisher kot Alison Evans
- Tomas Arana kot Jeff Evans
- Nathan Parsons kot prodajalec